# Двоен съюз
Двоен съюз, известен още като Австро-германски договор от 1879 г. е съюз между Австро-Унгария и Германия.
Договорът е подписан на 7 октомври 1879 г. във Виена. Слага началото на военен блок начело с Германската империя.